# Celonites guichardi
Celonites guichardi är en stekelart som beskrevs av Richards 1962. Celonites guichardi ingår i släktet Celonites och familjen Masaridae. Inga underarter finns listade.